# Alan Baker
Alan Baker (19. srpna 1939 Londýn — 4. února 2018 Cambridge) byl britský a anglický matematik specializující se na teorii čísel. Za své příspěvky k ní získal roku 1970 prestižní Fieldsovu medaili.
Matematiku vystudoval na University College London (bakalářský stupeň) a na Cambridgeské univerzitě (magisterský stupeň a doktorát). Na těchto školách pak i vědecky pracoval a učil.
Proslul pracemi o diofantických rovnicích. Dokázal, že u nich v mnoha případech existuje konečný počet řešení a lze tudíž tato řešení zobecnit a zredukovat na elementární postupy. Dokázal mj. též transcendentnost některých čísel.